# Matt Kean
Matthew Kean (Sheffield, Inglaterra, 2 de junio de 1986) es un músico británico, bajista de la banda de rock Bring Me the Horizon.

## Biografía
Matt Kean nació el 2 de junio de 1986 en Sheffield, Inglaterra. Empezó tocando guitarra aunque cuando entró a la escuela secundaría empezó a tocar el bajo. Cuando Matt entró a la preparatoría conoció a Oliver Sykes, después de hacerse amigos decidieron crear la banda Bring Me the Horizon juntó con el guitarrista Lee Malia y el baterista Matt Nicholls. Actualmente el y su banda están teniendo éxito en la música.

## Carrera musical
En el año 2003 Oliver Sykes y Matt Nicholls decidieron formar una banda fue así como contactaron al guitarrista Lee Malia y Matt Kean como bajista aun cuando estaban en la preparatoria, después de varios nombres se decidió qué el nombre de la banda sería Bring Me the Horizon. En el año 2003 grabaron su  primer demo titulado The Bedroom Sessions, un año después lanzaron su primer EP.
En el año 2006, Matt y la banda lanzaron su primer álbum llamado Count Your Blessings, la banda desde su demo eran originalmente deathcore. En 2008 lanzaron el segundo álbum llamado Suicide Season con un estilo más metalcore, en 2009 lanzaron una versión remix del álbum y se tituló Suicide Season Cut Up!, en 2010 lanzaron el tercer álbum titulado There Is A Hell Believe Me I've Seen It. There Is A Heaven, Let's Keep It A Secret, en 2012 lanzaron un EP de remixes del anterior álbum titulado The Chill Out Sessions. En 2013 con un sonido más apegado al post-hardcore la banda lanzó su cuarto álbum Sempiternal, en 2015 lanzaron el álbum That's The Spirit dejando atrás el sonido pesado por un sonido más rock alternativo. Recientemente lanzaron el álbum Amo en enero de 2019 con un sonido completamente experimental y nuevo.

## Vida personal
Él es conocido como "The Vegan" debido a que es el primer miembro en ser vegano de la banda.

## Discografía
- The Bedroom Sessions (demo) (2003)
- This is what the edge of your seat was made for (EP) (2004)
- Count Your Blessings (2006)
- Suicide Season (2008)
- Suicide Season: Cut Up! (remixes) (2009)
- There Is A Hell Believe Me I've Seen It. There Is A Heaven, Let's Keep It A Secret (2010)
- The Chill Out Sessions (EP remixes) (2012)
- Sempiternal (2013)
- That's The Spirit (2015)
- Live at Wembley (2015)
- Live at the Royal Albert Hall (2016)
- Amo (2019)
- Music to Listen To... (EP) (2019)
- Post Human: Survival Horror (EP) (2020)
- Post Human: Nex Gen (EP) (2023)